# Episodi di Streghe (serie televisiva 1998) (prima stagione)
La prima stagione della serie televisiva Streghe è composta da 22 episodi ed è stata trasmessa negli Stati Uniti da The WB dal 7 ottobre 1998 al 26 maggio 1999.
In Italia è andata in onda su Rai 2 dal 22 dicembre 1999 al 1º marzo 2000.
Gli antagonisti principali sono Rex e Hannah nella prima parte della stagione, Tempus e Rodriguez nella seconda parte.
Ted King lascia la serie al termine della stagione.
| nº | Titolo originale                       | Titolo italiano          | Prima TV USA     | Prima TV Italia  |
| -- | -------------------------------------- | ------------------------ | ---------------- | ---------------- |
| 1  | Something Wicca This Way Comes         | Il Libro delle Ombre     | 7 ottobre 1998   | 22 dicembre 1999 |
| 2  | I've Got You Under My Skin             | Misteriose scomparse     | 14 ottobre 1998  | 22 dicembre 1999 |
| 3  | Thank You for Not Morphing             | L'anello magico          | 21 ottobre 1998  | 29 dicembre 1999 |
| 4  | Dead Man Dating                        | Un amore ultraterreno    | 28 ottobre 1998  | 29 dicembre 1999 |
| 5  | Dream Sorcerer                         | L'uomo dei sogni         | 4 novembre 1998  | 5 gennaio 2000   |
| 6  | Wedding from Hell                      | Patto con il diavolo     | 11 novembre 1998 | 5 gennaio 2000   |
| 7  | The Fourth Sister                      | Lo specchio              | 18 novembre 1998 | 12 gennaio 2000  |
| 8  | The Truth is Out There... and It Hurts | Il terzo occhio          | 25 novembre 1998 | 12 gennaio 2000  |
| 9  | The Witch is Back                      | Il ciondolo antico       | 16 dicembre 1998 | 19 gennaio 2000  |
| 10 | Wicca Envy                             | Il furto del diadema     | 13 gennaio 1999  | 19 gennaio 2000  |
| 11 | Feats of Clay                          | La maledizione dell'urna | 20 gennaio 1999  | 26 gennaio 2000  |
| 12 | The Wendigo                            | Wendigo                  | 3 febbraio 1999  | 26 gennaio 2000  |
| 13 | From Fear to Eternity                  | Venerdì 13               | 10 febbraio 1999 | 2 febbraio 2000  |
| 14 | Secrets and Guys                       | Segreti e bugie          | 17 febbraio 1999 | 2 febbraio 2000  |
| 15 | Is There a Woogy in the House?         | L'uomo nero              | 24 febbraio 1999 | 9 febbraio 2000  |
| 16 | Which Prue Is It, Anyway?              | Triplo incantesimo       | 3 marzo 1999     | 9 febbraio 2000  |
| 17 | That '70s Episode                      | Viaggio nel tempo        | 7 aprile 1999    | 17 febbraio 2000 |
| 18 | When Bad Warlocks Go Good              | Il demone buono          | 28 aprile 1999   | 17 febbraio 2000 |
| 19 | Out of Sight                           | La pozione magica        | 5 maggio 1999    | 23 febbraio 2000 |
| 20 | The Power of Two                       | Il fantasma assassino    | 12 maggio 1999   | 23 febbraio 2000 |
| 21 | Love Hurts                             | Tra bene e male          | 19 maggio 1999   | 1º marzo 2000    |
| 22 | Dejà Vu All Over Again                 | Déjà vu                  | 26 maggio 1999   | 1º marzo 2000    |

## Il Libro delle Ombre
- Titolo originale: Something Wicca This Way Comes
- Diretto da: John T. Kretchmer
- Scritto da: Constance M. Burge

### Trama
Dopo la morte della loro nonna, Prue, Piper e Phoebe Halliwell vivono da sole nella villa vittoriana appartenuta alla loro famiglia da generazioni. La sorella più piccola, Phoebe, decide di trasferirsi a New York e “fuggire” dalla casa e dalle sorelle. La storia comincia circa sei mesi dopo il tragico evento. Phoebe, dopo aver perduto il lavoro, decide di tornare a San Francisco, dalle sorelle, ma l'accoglienza della più grande, Prue, non è delle più calorose. Intanto, gli ispettori Andy Trudeau e Darryl Morris stanno indagando su strani casi di giovani donne uccise. Una sera, grazie al messaggio magico di un vecchio Quadrante degli Spiriti, Phoebe scopre nella soffitta della casa un libro di stregoneria chiamato "Il Libro delle Ombre". Incuriosita da quell'oggetto, Phoebe legge l'incantesimo riportato in prima pagina e inavvertitamente avvera la profezia secondo la quale tre grandi streghe, ovvero le sorelle Halliwell, Prue, Piper e Phoebe, riceveranno i loro poteri magici che useranno per combattere le forze del male. Prue guadagna il potere della telecinesi, Piper il potere di bloccare la materia, mentre Phoebe il potere della premonizione. Grazie ai loro poteri, che impareranno pian piano a usare, le tre sorelle scoprono che l'assassino che sta uccidendo le giovani donne di San Francisco è uno stregone malvagio che desidera impossessarsi dei poteri magici delle streghe. Lo stregone si chiama Jeremy Burns ed è anche il fidanzato di Piper. Mettendo per la prima volta alla prova il loro coraggio, Prue, Piper e Phoebe riescono a sconfiggere Jeremy e ristabilire momentaneamente l'ordine. Gli eventi accaduti fanno riavvicinare Prue e Andy che in passato avevano avuto una storia d'amore. Prue, Piper e Phoebe capiranno che le loro vite sono cambiate, che sono persone nuove con una grande responsabilità sulle spalle.
- Guest star: Eric Scott Woods (Jeremy Burns), Matthew Ashford (Roger), Chris Flanders (Cuoco Moore).
- Altri interpreti: Lonnie Partridge (Serena Fredrick), Charmaine Cruz (Infermiera), Hugh Holub (Farmacista), Francesca Cappucci (Reporter).

## Misteriose scomparse
- Titolo originale: I've Got You Under My Skin
- Diretto da: John T. Kretchmer
- Scritto da: Brad Kern

### Trama
Mentre le sorelle Halliwell stanno sperimentando i loro nuovi poteri magici, il demone Javna assume le sembianze del fotografo Stefan per attirare giovani ragazze; il suo scopo è nutrirsi della loro giovinezza. Tra le sue vittime c'è anche Phoebe che, affascinata dal suo potere premonitore che le fa capire le intenzioni dei suoi corteggiatori, accetta di fare il servizio fotografico per Stephen. Quando tuttavia Stephen rivela la sua vera identità demoniaca, Prue e Piper arrivano appena in tempo per salvare la sorella più piccola, grazie a Brittany un'amica di Piper vittima del demone (che riconosce grazie a un tatuaggio) : recitando un incantesimo trovato sul Libro delle Ombre riescono a distruggere il demone Javna, facendo tornare Brittany giovane.
Intanto, Piper (che adesso lavora al ristorante Quake) è spaventata dai suoi poteri di strega e teme di essere fulminata come accadeva alle streghe del Medioevo quando entravano in una chiesa; ma Padre Williams la rassicurerà dicendole che è sempre stata una persona buona.
Infine, Prue trova lavoro alla casa d'aste Buckland, gestita da Rex Buckland e Hannah Webster che sembrano molto interessati ad assumerla. E in effetti, anche loro nascondono un segreto.
- Guest star: Neil Roberts (Rex Buckland), Leigh-Allyn Baker (Hannah Webster), Michael Philip (Stefan/Javna), Marc Shelton (Padre Williams), Bailey Luetgert (Alec), Cynthia King (Brittany Reynolds), Barbara Pilavin (Brittany da anziana).
- Altri interpreti: Julie Araskog (Darlene), Tamara Lee Krinsky (Tia), Ben Caswell (Max Jones), Todd Feder (Clerk), Ralph Manza (Uomo anziano), Lou Glenn (Falegname).

## L'anello magico
- Titolo originale: Thank You for Not Morphing
- Diretto da: Ellen S. Pressman
- Scritto da: Zack Estrin e Chris Levinson

### Trama
Nella casa di fronte a villa Halliwell, si trasferisce un nucleo di tre giovani fratelli (due maschi: Marshall, Fritz e una femmina: Cynda), ma alcuni fatti strani accadono dopo la festa del loro benvenuto.
Victor Halliwell (il cui vero cognome si scoprirà due anni dopo essere Bennett), intanto, arriva in città e cerca di mettere in guardia le tre figlie nei confronti dei nuovi dirimpettai, mostrando loro un anello magico che lo protegge dai sortilegi e rivelando loro di essere a conoscenza del loro segreto magico. Ma i rancori del passato, alimentati dal fatto che Victor abbandonò le figlie e la moglie pochi mesi dopo la nascita di Phoebe, impediscono soprattutto a Prue di fidarsi del padre.
Ma le parole del padre si rivelano vere: i tre vicini sono demoni-trasformisti il cui obiettivo è rubare il Libro delle Ombre. Poiché il Libro non può abbandonare villa Halliwell a meno che una delle tre sorelle lo porti fuori di propria spontanea volontà, i demoni-trasformisti ingaggiano Victor per ingannare le sorelle Halliwell. A sua volta tuttavia, Victor inganna i tre stregoni malvagi e con l'aiuto dell'anello magico e di un incantesimo delle tre sorelle, i tre demoni vengono sconfitti.
Nonostante i rapporti tra Victor e le tre sorelle si siano addolciti, l'uomo lascia di nuovo San Francisco, consapevole del fatto che gli errori del passato sono difficili da cancellare.
- Guest star: Anthony Denison (Victor Bennett), Brian Krause (Leo Wyatt), Markus Flanagan (Marshall), Eric Matheny (Fritz), Mariah O'Brien (Cynda), James Dineen (Mailman).
- Nota: Quando Phoebe va a trovare il padre nella camera in albergo lui le chiede se ha compiuto 21 anni e lei dice di sì, che li ha appena compiuti, ma va un po' al ribasso poiché essendo nata nel novembre 1975 ha già compiuto anche i 22 e in questo episodio le manca meno di un mese a compiere i 23.
- Curiosità: questo episodio vede la prima apparizione sia di Victor che di Leo. Il padre delle sorelle non comparirà più fino alla terza stagione e quando tornerà sarà interpretato stabilmente da un attore diverso da quello che si vede qui, però mantenendo la stessa voce nel doppiaggio italiano; mentre Leo, che qui appare solo in un cameo alla fine della puntata, ha un doppiatore italiano diverso da quello che avrà stabilmente a partire dall'episodio 7. Nella videocassetta lasciata da Victor alle figlie e portata alla loro attenzione da Leo, si vede una scena di loro tre da bambine insieme ai genitori in un giorno felice, e in alcuni fotogrammi di quelle immagini si può notare che la loro madre era stata interpretata, per l'occasione, da Alyssa Milano.

## Un amore ultraterreno
- Titolo originale: Dead Man Dating
- Diretto da: Richard Compton
- Scritto da: Javier Grillo-Marxuach

### Trama
Nel giorno del suo ventitreesimo compleanno, il giovane Mark viene ucciso da una banda di criminali e il suo cadavere non trova degna sepoltura. L'anima di Mark è in pericolo, infatti, se nessuno seppellirà il suo corpo, il demone infernale che lo insegue lo imprigionerà negli inferi per l'eternità. Mark, allora, sotto forma di fantasma, vaga per San Francisco alla ricerca di una persona che riesca a vederlo e ad aiutarlo.
Mark incontra Piper che, essendo una strega, riesce a vederlo. La storia di Mark colpisce molto Piper e tra i due - tra un fantasma e una strega - nasce un amore ultraterreno che tuttavia non potrà avere un seguito. Infatti, dopo aver incastrato la banda di criminali e aver fatto desistere il demone infernale dal prendere l'anima di Mark, essendo solo una vittima innocente, Piper deve dire addio per sempre a Mark che adesso può trovare pace nell'aldilà, dopo il suo funerale .
Nel frattempo, Prue scopre Andy a cena con la sua ex-moglie, ma dopo una furiosa litigata Prue decide di perdonarlo. Prue è consapevole, infatti, che il segreto di Andy sulla sua ex-moglie non è niente in confronto al grande segreto che lei stessa nasconde a lui. Prue, inoltre, dopo aver riscoperto grazie alle parole di Mark il valore del compleanno, è felice per la festa a sorpresa che le sue sorelle le hanno organizzato.
Infine, Phoebe, alla ricerca di soldi per comprare un regalo di compleanno alla sorella, trova lavoro come medium. Ciò che più l'aggrada, tuttavia, non il fatto di guadagnare del denaro con i suoi poteri (cosa che capisce essere moralmente sbagliata), bensì il fatto di poter salvare un uomo dopo aver ricevuto una premonizione sulla sua imminente morte.
- Guest star: John Cho (Mark Chao), Elizabeth Sung (Mrs. Chao), William Francis McGuire (Nick Correy), Patricia Harty (Mrs. Correy), Joe Hoe (Tony Wong), Todd Newton (Yama).
- Altri interpreti: Sherrie Rose (Susan Trudeau), Randelle Grenachia (Frankie).

## L'uomo dei sogni
- Titolo originale: Dream Sorcerer
- Diretto da: Nick Marck
- Scritto da: Constance M. Burge

### Trama
Per la prima volta le tre sorelle si trovano a dover fronteggiare una minaccia non demoniaca. Un essere umano, costretto su una sedia a rotelle, dopo lunghi anni di ricerche scientifiche, ha scoperto il modo per penetrare nei sogni delle altre persone e rendere reale ciò che accade durante il sonno. Quando una donna respinge le sue avance, quindi, la uccide in sogno e la donna viene ritrovata morta nel proprio letto.
Anche Prue, frastornata dal carico di lavoro e confusa per la storia d'amore con Andy, trova i suoi sogni violati da questo maniaco, dopo aver rifiutato un suo invito. Cerca di affrontarlo in sogno o di evitare di addormentarsi, ma l'uomo sembra avere una grande potere su di lei. Infine, incoraggiata dalle sue sorelle, Prue riesce ad attivare i suoi poteri magici anche nel sogno e a uccidere l'uomo con la sua stessa tecnica.
Intanto, Phoebe convince Piper (ancora scossa per la storia d'amore avuta con il demone Jeremy) a recitare un incantesimo d'amore che faccia trovare loro un compagno perfetto. Quando l'incantesimo si rivela troppo potente e i loro nuovi corteggiatori diventano eccessivamente possessivi, annullano l'effetto dell'incantesimo e capiscono che la magia non è uno scherzo.
- Guest star: Neil Roberts (Rex Buckland), Matt Schulze (Berman Whitaker), Alexa Mendoza (Jack Manford), J. Robin Miller (Skye Russell), Tim Herzog (Hans Fein).
- Altri interpreti: Marie O'Donnell (Dr. Black).
- Nota: Quando la dottoressa legge la cartella clinica di Prue, giunta in ospedale in stato di semi incoscienza, dice che la ragazza ha 27 anni, ma non può essere essendo Prue nata nell'ottobre 1970 e avendo festeggiato il suo compleanno proprio nell'episodio precedente, in questo deve avere 28 anni.

## Patto con il diavolo
- Titolo originale: Wedding from Hell
- Diretto da: Richard W. Ginty
- Scritto da: Greg Eliott e Michael Perricone

### Trama
Phoebe ha una strana premonizione, nella quale assiste al parto di un bambino-demone. Ricordando la vecchia storia d'amore fra Piper e il demone Jeremy, Phoebe teme che Piper possa essere incinta di un demone. In realtà non sa che la premonizione riguarda la famiglia Spencer. La signora Spencer, in passato, aveva stretto un accordo con la demone Ecate: aveva giurato di darle in sposo il figlio Elliot (con il quale avrebbe generato il bambino-demone) in cambio di ricchezza. Alla resa dei conti, Ecate pretende in sposo Elliot, ma questi è innamorato della giovane Allison che sta per sposare. Ecate, allora, fa un incantesimo a Elliot mentre la signora Spencer si vede costretta a cacciare di casa Allison.
I preparativi e il catering delle nozze fra Elliot e Allison sono stati affidati al Quake e Piper, adesso direttrice del ristorante, deve organizzare ogni cosa. Phoebe decide di darle una mano. Ma l'annuncio minaccioso di Padre Trask che le mette in guardia contro la demone Hecate, spinge Piper e Phoebe a indagare. Le due scoprono che le nozze sono state organizzate in favore di Jade D'Mon (il nome umano di Hecate), mentre la giovane Allison è stata cacciata da villa Spencer.
Tuttavia, nonostante la morte per mano di Ecate di Trask, Piper e Phoebe, aiutate anche da Prue, riescono a uccidere la demone Ecate e le sue ancelle infernali, usando un pugnale sacrificale che Trask aveva con sé. L'aiuto arriva anche dalla signora Spencer che, pentita adesso del patto infernale che aveva stretto, tenta in ogni modo di allontanare Ecate. Finalmente, Elliot e Allison coronano il loro sogno d'amore.
- Guest star: Neil Roberts (Rex Buckland), Leigh-Allyn Baker (Hannah Webster), Sara Rose Peterson (Jade D'Mon/Hecate), Todd Cattell (Elliot Spencer), Barbara Stock (Grace Spencer), Christie Lynn Smith (Allison Michaels), Jeffrey Hutchinson (Padre Trask), Deeny Consiglio (Kirsten).
- Altri interpreti: David Moreland (Butler).
- Curiosità: in una scena Prue cita ad Allison un telefilm con una donna-angelo che in ogni episodio aiuta degli sconosciuti; per molti anni non si è capito a quale telefilm alludesse, ma recentemente[Quando?] è sorta l'ipotesi che si tratti di Joséphine, ange gardien[senza fonte]

## Lo specchio
- Titolo originale: The Fourth Sister
- Diretto da: Gilbert Adler
- Scritto da: Edithe Swensen

### Trama
La giovane Aviva ha molti problemi: vive con la zia Jackie che non può sostituire i suoi genitori, non frequenta la scuola e vuole avere vicino a lei persone che la capiscono. Sfruttando la sua frustrazione, la strega Kali, quindi, le appare in uno specchio dicendole di volerla aiutare. Le dona dei poteri magici e la invita a diventare amica delle sorelle Halliwell. Aviva si lascia guidare, inconsapevole del fatto che Kali in realtà è una strega malvagia che vuol rubare i poteri alle sorelle Halliwell.
Aviva, riportando a villa Halliwell la gatta Kit che aveva di proposito rapito, diventa amica di Phoebe che rimane affascinata dagli oscuri poteri della giovane. Prue, intanto, irritata dal fatto che non riesce a trovare un po' di tempo da passare con Andy, mette in guardia Phoebe. Ma Phoebe non le dà ascolto, fino a quando le tre sorelle scoprono che Aviva è stata adescata contro di loro dal demone Kali. Prue, Piper e Phoebe distruggono lo specchio di Kali e Aviva ritrova la serenità insieme alla zia Jackie.
Nel frattempo, l'attraente tuttofare Leo si trova corteggiato da Piper e Phoebe, ma è evidente quale delle due sorelle sceglierà.
- Guest star: Brian Krause (Leo Wyatt), Danielle Harris (Aviva), Rebekah Carlton (Kali), Rebecca Balding (Jackie).
- Altri interpreti: Michael Leblanc (Video Clerk).
- Curiosità: Il titolo originale di questo episodio è La Quarta Sorella, in riferimento al fatto che Aviva vuole entrare nella congrega delle sorelle Halliwell; successivamente comunque, scopriremo che le sorelle Halliwell sono davvero quattro, in quanto: Prue, Piper e Phoebe hanno un'altra sorella (per essere più precisi : una sorellastra materna minore) di nome Paige, di cui non sono a conoscenza. Inoltre in questa puntata l'interprete della zia Jackie è colei che dalla quarta stagione in avanti interpreterà stabilmente Elise, il capo di Phoebe, e nel primo episodio in cui appare pronuncia la stessa frase entrando in ufficio "Ma che cosa sta succedendo qui dentro?!" di sconcerto e sgomento che dice in questo entrando nella stanza di Aviva.

## Il terzo occhio
- Titolo originale: The Truth is Out There... and It Hurts
- Diretto da: James A. Contner
- Scritto da: Zack Estrin e Chris Levinson

### Trama
Prue è consapevole del fatto che se non rivelerà a Andy il suo segreto magico, la storia tra loro finirà presto. Per questo motivo decide di recitare l'incantesimo della verità, che ha una durata di ventiquattr'ore e che le consente di ricevere sempre una risposta vera a ogni domanda che rivolge a una persona. In questo modo, Prue riuscirà a sapere da Andy quale sarebbe la sua reazione se scoprisse che è una strega. L'incantesimo, tuttavia, ha effetto anche su Piper e Phoebe.
Nello stesso momento, un demone proveniente dal futuro uccide con il suo terzo occhio tutte le persone che collaboreranno all'invenzione di un vaccino anti-demone. Anche Tanya Parker, una dipendente dalla casa d'aste Buckland dove lavora Prue, è coinvolta: non sa di essere incinta del bambino che metterà a punto il vaccino anti-demone. L'incantesimo della verità permetterà alle tre sorelle di scoprire le intenzioni del demone del futuro e a ucciderlo definitivamente.
Prue intanto riceve risposta da Andy: se lui sapesse che lei è una strega non la vorrebbe più vedere. Prue, finito l'effetto dell'incantesimo, dice a Andy che è meglio che la loro storia finisca; Andy è confuso per la scelta di Prue perché non ha memoria delle ultime ventiquattr'ore, ma accetta essendo consapevole che un rapporto con segreti e bugie non ha un futuro.
Piper, infine, sfruttando la magia dell'incantesimo di verità, rivolge alcune domande al tuttofare Leo, che egli stesso si rivela innamorato della ragazza. I due si scambiano il loro primo bacio e la loro storia sembra poter avere un seguito.
- Guest star: Neil Roberts (Rex Buckland), Leigh-Allyn Baker (Hannah Webster), Brian Krause (Leo Wyatt), Brad Greenquist (Gavin), Michelle Brookhurst (Tanya Parker), Jason Stuart (Martin), Richard Gilbert-Hill (Dr. Oliver Mitchell).
- Altri interpreti: Craig Thomas (Alex Person).

## Il ciondolo antico
- Titolo originale: The Witch is Back
- Diretto da: Richard Denault
- Scritto da: Sheryl J. Anderson

### Trama
Alla casa d'aste Buckland, Rex fa analizzare a Prue un ciondolo antico nella speranza che scopra il suo segreto magico. Prue apre il medaglione e dal ciondolo esce fuori lo stregone malvagio Matthew Tate, che era stato imprigionato, nel XVII secolo, a Salem, da una strega buona di nome Melinda Warren, la loro antenata da cui ha avuto inizio la discendenza magica delle Halliwell, menzionata nel Libro delle Ombre. Prue si difende usando la telecinesi e scappa per chiedere aiuto alle sorelle.
Le sorelle scoprono, grazie a una visione di Phoebe, che fu proprio la loro antenata Melinda Warren a imprigionarlo nel ciondolo. Prue, Piper e Phoebe decidono di evocare Melinda dall'al di là attraverso una formula magica, per riuscire così a rimandare Matthew nel ciondolo. Melinda mette in guardia le sorelle, rivelando loro che Matthew è in grado di assorbire i loro poteri ogniqualvolta loro li usano contro di lui (e, in effetti, ha già assorbito il potere di Prue). Tuttavia, grazie a un sortilegio antichissimo, le sorelle e Melinda riescono a sconfiggere Matthew, nonostante questi sia stato aiutato da Rex (che rivela la sua vera natura) che vuole impadronirsi dei poteri delle Halliwell. Melinda, dopo aver dato consigli magici alle sue tre postere, abbandona il XX secolo per tornare nell'oltre tomba.
Nel frattempo, i rapporti fra il tuttofare Leo e Piper s'intensificano, mentre quelli fra Prue e Andy s'inaspriscono. Quando, infatti, Prue non riesce a spiegare a Andy il motivo per cui ha rubato dal museo zoologico la piuma di gufo maculato necessaria al sortilegio, Andy s'insospettisce e biasima il comportamento sempre criptico di Prue.
- Guest star: Neil Roberts (Rex Buckland), Leigh-Allyn Baker (Hannah Webster), Brian Krause (Leo Wyatt), Tyler Layton (Melinda Warren), Billy Wirth (Matthew Tate), Terry Bozeman (Arnold Halliwell), Michael Mitz (Capo del Cafè).
- Altri interpreti: Catherine Kwong (Cameriera), Jodi Fung (TV Reporter).
- Curiosità: in quest'episodio si apprende che Melinda Warren fu bruciata sul rogo nel 1692, tuttavia nella prima pagina del Libro delle Ombre è riportato l'anno seguente, cosa anomala dato che fu proprio lei a iniziare a scriverlo; inoltre nell'episodio 3x04 si apprende che la stessa Melinda nacque nel 1670, trecento anni esatti prima di Prue, e dunque aveva solo ventuno o ventidue anni quando morì e, nonostante la giovane età, fece comunque in tempo ad avere una figlia, che si chiamava Prudence.

## Il furto del diadema
- Titolo originale: Wicca Envy
- Diretto da: Mel Damski
- Scritto da: Brad Kern

### Trama
Deciso a ogni costo a impossessarsi dei poteri delle tre sorelle, Rex mette in atto un piano astuto e diabolico affinché Prue abbia dei guai con la giustizia e, servendosi di un potere che gli consente di manipolare la volontà altrui, la spinge a rubare un preziosissimo diadema dalla casa d'aste. Durante l'interrogatorio tenuto da Andy e dall'ispettore Morris alla centrale di polizia, Prue (non potendo ricordare nulla di quello che ha fatto) ammette di aver riposto lei il diadema in cassaforte la sera prima e consegna loro le registrazioni delle telecamere di sicurezza, a eccezione di quella che potrebbe incastrarla. Andy e Morris, seppur perplessi, devono riconoscere che Prue è l'unica indiziata per il furto e si presentano a casa Halliwell con un mandato di perquisizione per cercarvi il diadema, non riuscendoci solo grazie a Piper che li blocca il tempo necessario a salvare la situazione. Inoltre Rex, per destabilizzare il loro legame di sorelle in modo da indebolirle, finge di corteggiare Phoebe e di offrirle una raccomandazione per un lavoro sicuro; infatti, come aveva previsto, tale frequentazione turba sensibilmente Prue (che ha iniziato a diffidare di Rex e Hannah) e ben presto le due cominciano ad allontanarsi. Anche le speranze di Piper per un'appagante vita sentimentale con il bel tuttofare Leo vengono infrante quando lui le spiega che sarebbe meglio per entrambi troncare la relazione in quanto dovrà presto tornare "a casa sua". La notte seguente, mentre Phoebe e Rex sono a cena insieme nell'appartamento di lui, Prue indaga nell'ufficio di Rex e scopre che nell'archivio informatico della casa d'aste non è schedato nessuno che si chiami Rex Buckland o Hannah Webster, confermando così i suoi timori. Ma il demone, manipolando ancora la sua volontà, la fa cadere in una nuova trappola: dopo aver fatto avere a Phoebe una falsa premonizione che vede la sorella minacciata da una creatura del male, fa in modo che questa volta Prue venga accusata dell'omicidio di una guardia (in realtà commesso da Hannah) e fa in modo che la polizia trovi delle prove schiaccianti contro la giovane strega sul luogo del delitto, inclusa la registrazione mancante. Non potendo discolparsi in nessun modo razionale per l'accaduto, Prue viene quindi arrestata e condotta in prigione da Andy e Morris che, accorsi sul posto, non possono fare a meno di constatare a quello che per loro è diventato fin troppo evidente. Intanto, anche Phoebe e Piper si sono accorte della vera natura di Rex e Hannah e organizzano l'evasione della sorella almeno per il tempo necessario a sconfiggere i due demoni, Ma all'esterno della prigione Rex scatta una foto della fuga delle tre sorelle, minacciando di farle avere alla polizia se loro non gli obbediranno. Egli infatti consegna loro una lanterna magica e ordina che pronuncino l'incantesimo di rinuncia contenuto nel Libro delle Ombre, che le priverà per sempre dei loro poteri; questi verranno poi assorbiti in quella lanterna che dovranno poi riportargli. Le sorelle, seppur a malincuore, non hanno altra scelta che accettare il ricatto ma non appena Rex si impossessa della lanterna contenente la loro magia, questi ordina ad Hannah, trasformatasi in una pantera, di ucciderle. Proprio in quel momento, inaspettatamente, entra in azione Leo che, rivelatosi anch'egli in possesso di capacità soprannaturali, agisce da casa Halliwell restituendo la magia al Libro delle Ombre e di conseguenza i poteri alle tre sorelle. In questo modo Prue, Piper e Phoebe riescono a difendersi e a fare in modo che sia invece Rex a subire l'assalto mortale della pantera-Hannah che, subito dopo, viene a sua volta ridotta in cenere insieme al corpo del suo compagno. Approfittando del fatto che nessuno in prigione si è accorto di niente, Prue si affretta a tornare in cella dove, la mattina dopo, Andy viene a liberarla comunicandole di essere stata scagionata dalle sue indagini sul furto del diadema: l'uomo, infatti, ha scoperto che i veri Rex Buckland e Hannah Webster, proprietari della casa d'aste, sono stati uccisi entrambi prima che lei venisse assunta e che quei due, i loro assassini, ne avevano assunto l'identità e stavano cercando di incastrare lei per i loro crimini. Più tardi, a casa, le sorelle cercano invano di spiegarsi perché improvvisamente i poteri siano tornati da loro e, per precauzione, decidono di comune accordo di strappare e distruggere la pagina del libro con l'incantesimo di rinuncia, in modo da non doversene separare mai più. L'episodio si conclude con Leo mentre esce da casa Halliwell dissolvendosi in una luce bianca.
- Guest star: Neil Roberts (Rex Buckland), Leigh-Allyn Baker (Hannah Webster), Brian Krause (Leo Wyatt), Al Rodrigo (Jaime).
- Altri interpreti: Tim Starks (Super).

## La maledizione dell'urna
- Titolo originale: Feats of Clay
- Diretto da: Kevin Inch
- Scritto da: Javier Grillo-Marxuach

### Trama
L'ex fidanzato di Phoebe, Clay, arriva a San Francisco con un'urna egiziana che lui e due suoi amici hanno rubato al Cairo. Clay non sa, tuttavia, che l'urna è protetta da una Guardiana che uccide coloro che rubano per avidità il manufatto. Clay chiede aiuto a Phoebe e Phoebe chiede aiuto a Prue affinché la sorella venda il manufatto alla casa d'aste. Phoebe, intanto, non sa come agire di fronte alle nuove avance di Clay e chiede consiglio a Piper, visto che Prue non è ben disposta verso il ragazzo. La preoccupazione di Prue, inoltre, aumenta quando il suo nuovo capo, la severa Claire Price, dice a Prue che l'urna risulta essere rubata.
Nel frattempo la Guardiana dell'urna sta agendo. Aveva già ucciso con un ragno velenoso uno degli amici di Clay al Cairo e ora, a San Francisco uccide con uno scorpione del deserto l'altro amico di Clay. La Guardiana dell'urna, spinta dalla vendetta, è ora in cerca di Clay, intanto l'ispettore Andy Trudeau sta indagando su questo ennesimo caso misterioso.
Prue, Piper e Phoebe scoprono che l'urna rubata da Clay è maledetta e quando Prue rivela a Phoebe che ancora una volta Clay le ha mentito nascondendole la verità sul furto, Phoebe decide di allontanare Clay. Tuttavia, il gesto di altruismo che Clay compie per proteggere Phoebe dal serpente velenoso della Guardiana annulla la maledizione dell'urna e fa riconsiderare a Phoebe la persona di Clay. Il ragazzo sembra davvero cambiato e decide di costituirsi alla polizia. Phoebe dice addio a Clay, comunque felice che sia diventato una persona nuova.
Nel frattempo, Piper deve licenziare Doug, un dipendente maldestro del Quake, ma è indecisa perché sa che il giovane è così distratto perché non si decide a chiedere alla sua ragazza di sposarlo. Piper non vuole licenziarlo, perciò ogniqualvolta Doug sta per combinare un disastro con bicchieri, piatti o altro, lo blocca per aiutarlo. Grazie a un intervento di Prue, alla fine, Doug riesce a dichiararsi e Piper non deve più licenziarlo.
- Guest star: Cristine Rose (Claire Pryce), Victor Browne (Clay Muniz), Stacy Haiduk (Guardiana dell'urna), Eddie Bowz (Palmer Kellogg), Allen Cutler (Doug), Niklaus Lange (Wesley), Carolyne Lowery (Shelly), Lo Ming (Medico legale).
- Altri interpreti: Sean Moran (Agente), Allan Hunt (Banditore).

## Wendigo
- Titolo originale: The Wendigo
- Diretto da: Jim Conway
- Scritto da: Edithe Swenson

### Trama
Piper rimane bloccata in un boschetto, con la gomma dell'auto a terra. È una notte di luna piena e all'improvviso una creatura mostruosa attacca Piper, graffiandola brutalmente. Tuttavia, il tempestivo soccorso di Billy Waters mette in fuga la creatura e Piper viene portata all'ospedale. Prue e Phoebe raggiungono Piper in ospedale, così come Andy e l'ispettore Ashley Fallon. Billy quindi racconta che la creatura a cui sta dando la caccia aveva divorato in passato il cuore della sua fidanzata, inoltre quella sera scoprì che la creatura è terrorizzata dal fuoco.
La mattina successiva, Piper legge sul Libro delle Ombre che la creatura mostruosa è un Wendigo. Nelle notti di luna piena, il Wendigo divora i cuori delle persone con sangue AB negativo; scopre anche che di giorno il Wendigo ha l'aspetto di una persona normale. Piper decide di raccontare tutto a Billy, il quale vuol riferire tutto alla Fallon. Ma Billy scopre che la donna è in realtà il Wendigo, dopo essersi spaventata mentre l'uomo si accende una sigaretta e viene ucciso.
Intanto, il graffio del Wendigo ha contagiato Piper che si trasforma anche lei nella creatura mostruosa. Phoebe, con una premonizione, scopre che la Fallon è il Wendigo originario e che lei e Andy si apposteranno da soli nel boschetto per scovare la creatura. Prue e Phoebe arrivano appena in tempo per salvare Andy dall'agente Fallon che si è trasformata, dal libro scoprono che può essere ucciso bruciando il suo cuore e prendono una pistola lancia razzi. Ma all'improvviso compaiono due Wendigo. Prue e Phoebe sparano a uno dei due Wendigo, ma quando il razzo sta per colpire il Wendigo/Piper, il potere di Piper agisce permettendo a Prue di colpire il Wendigo/Fallon, uccidendolo e facendo tornare Piper normale.
Nel frattempo, Phoebe viene assunta da Prue alla casa d'aste. Tuttavia, toccando un braccialetto, Phoebe riceve una visione passata di un terribile incidente d'auto, che ebbe come conseguenza la scomparsa di una bambina. Attraverso le iniziali TL riportate sul braccialetto, Phoebe scopre che il gioiello apparteneva alla piccola Teri Lane che non aveva più rivisto sua madre dall'incidente. Prue e Phoebe riescono così a riconciliare la madre e la figlia e Phoebe decide di abbandonare la casa d'aste, convinta che ogni oggetto che potrebbe toccare alla casa d'aste le farebbe avere premonizioni che non potrebbe ignorare.
- Guest star: Cristine Rose (Claire Pryce), Jocelyn Seagrave (Ashley Fallon), Billy Jayne (Billy Waters), J. Karen Thomas (Harriet Lane), Charles Chun (Laurence Beck).
- Altri interpreti: Christina Milian (Teri Lane), Richard S. Wolf (Banditore), William Dixon (Dottore).

## Venerdì 13
- Titolo originale: From Fear to Eternity
- Diretto da: Les Sheldon
- Scritto da: Tony Blake e Paul Jackson

### Trama
Ogni 1300 anni, di venerdì 13, il demone della paura Barbas emerge dagli inferi per cercare di conquistare il mondo terrestre. Può riuscire in questa impresa soltanto uccidendo, entro la mezzanotte di venerdì 13, tredici streghe nubili. È venerdì 13 e la strega proprietaria di un negozio di amuleti dove Prue e Phoebe hanno acquistato un portafortuna viene uccisa da Barbas, il quale le fa vivere la sua paura più grande.
Il giorno successivo Andy e Morris interrogano Prue, visto che lei era l'ultima ad aver visto la proprietaria del negozio. Prue allora controlla sul Libro delle Ombre e trova una pagina scritta dalla mamma sul demone della paura. Sulla pagina c'è scritto che i poteri delle streghe sono paralizzati davanti alla paura e che solo il potere più grande può salvarle. Nel frattempo, Piper e Phoebe notano che Prue non dice mai loro «vi voglio bene».
Phoebe, intanto, trova lavoro in un'agenzia immobiliare, la cui direttrice rivela avere una relazione extra-coniugale con un giovane e chiede a Phoebe di "tenere il gioco" nel caso suo marito la cercasse. Nel frattempo Barbas uccide altre streghe e adesso Prue è sulla sua lista. Phoebe riceve una premonizione in cui vede Prue uccisa a causa della sua paura di affogare, ma Andy e Morris arrivano in tempo per salvare Prue.
Barbas infuriato per il fallimento con Prue, allora, rapisce Phoebe e attira Prue sul luogo del rapimento. In questo modo, può uccidere entrambe le streghe facendo vivere a Prue la paura di affogare nella piscina e a Phoebe la paura di perdere una sorella. Barbas allora spinge in acqua Prue, ma il fantasma della madre appare e salva la figlia che adesso può usare il suo potere su Barbas per respingerlo. Prue finalmente riesce a dire «vi voglio bene» alle sorelle e la madre, attraverso una frase scritta sul Libro delle Ombre, ringrazia la figlia maggiore per aver aperto il suo cuore alle sorelle più piccole.
Intanto, Piper ossessionata da superstizioni legate al giorno di venerdì 13 accetta difficilmente un appuntamento con un ragazzo. Quando poi il ragazzo scopre il motivo per cui Piper non voleva uscire con lui, decide di allontanarla. Piper allora capisce che non può condizionare la sua vita in base alle superstizioni, nonostante la leggenda di venerdì 13 sia vera. Infine, Phoebe, non riuscendo a mantenere il segreto della sua direttrice, si licenzia dall'agenzia immobiliare.
- Guest star: Billy Drago (Barbas), Kimberley Kates (Tanjella), Steve Wilder (Lucas Devane), Jodie Hanson (Zoe), Allen Cutler (Doug).
- Altri interpreti: Dailyn Matthews (Susan Warner), Evan O'Meara (Richard Warner).
- Curiosità: questo episodio vede la prima apparizione di Barbas, che nonostante il Libro delle Ombre dica che appaia sulla Terra una volta ogni 1.300 anni, si rivela invece il demone più ricorrente, nel quale le sorelle si imbatteranno più spesso durante le otto stagioni della serie.

## Segreti e bugie
- Titolo originale: Secrets and Guys
- Diretto da: James A. Contner
- Scritto da: Brad Kern, Constance M. Burge e Sheryl J. Anderson

### Trama
Un adolescente dotato di poteri soprannaturali, Max, chiede misteriosamente aiuto alle sorelle quando viene rapito da due criminali, che vogliono usare i suoi poteri per commettere un furto in una banca. Quando Prue accorre per salvarlo, viene anch'essa catturata, ma riesce a liberarsi e a salvare Max. Sarà inoltre suo compito far riavvicinare il ragazzo a suo padre, un mortale, arrabbiato con la moglie morta (che era una strega) perché non gli aveva detto dei suoi poteri.
Intanto Phoebe scopre che Leo è un angelo bianco, ossia un custode incaricato dall'alto di proteggere lei e le sue sorelle. Convinto da Phoebe, Leo cerca di confessare a Piper la verità, ma sul più bello non ce la fa.
- Guest star: Brian Krause (Leo Wyatt), Robert Gossett (Gordon Franklin), David Netter (Max Franklin), Brad Tatum (Mickey Jackson), Richard Cody (David), Will Stewart (Harry).
- Altri interpreti: Michael Bunin (Guardia giurata).

## L'uomo nero
- Titolo originale: There a Woogy in the House?
- Diretto da: John T. Kretchmer
- Scritto da: Zack Estrin & Chris Levinson

### Trama
Phoebe fin da bambina cova una profonda paura di scendere in cantina; il motivo, una storia che la nonna le raccontava da piccola, secondo la quale quella sarebbe abitata da un Uomo Nero. Prue e Piper, deridendola, la costringono però a scendere di sotto, non credendo a questa "favola per bambini", dove realmente un terremoto aveva liberato un demone ombra.
Questi si impossessa di Phoebe, e con strani poteri (far apparire armi di qualunque tipo nelle mani) tenta più volte di uccidere le sue sorelle. Sarà la professoressa Beth Wittlesey, una cliente della casa d'aste di Prue, a far chiarezza: la villa delle Halliwell, infatti, è secondo lei posta su un punto di immensa energia, la quale può essere rivolta o al bene o al male, ma in entrambi i casi darà origine a un potere enorme, in chi vi abita.
Ma è quando finalmente il demone che abita Phoebe si palesa, che le tre sorelle riusciranno a sconfiggerlo, usando come incantesimo la filastrocca che la nonna, previdente, aveva insegnato loro da piccole per scacciare, appunto, l'Uomo Nero.
- Voce: Richard McGonagle (L'uomo nero).
- Guest star: Jennifer Rhodes (Penny Halliwell), Cristine Rose (Claire Pryce), Shawn Christian (Josh), Nancy Moonves (Prof.ssa Beth Whittlesey), Michael Mantell (Operaio), Michael Mantell (Paul).
- Altri interpreti: Tait Ruppert (Joe).

## Triplo incantesimo
- Titolo originale: Which Prue Is It, Anyway?
- Diretto da: John Behring
- Scritto da: Javier Grillo-Marxuach

### Trama
Phoebe ha una premonizione su Prue, dove viene pugnalata a morte da un demone. Le ricerche sveleranno che costui è Gabriel, un potente e antico Signore della guerra, salito dagli inferi per uccidere la primogenita discendente della famiglia Halliwell, come aveva già fatto con un'antenata delle tre e armato di una spada di cristallo. L'unico modo per sconfiggere il demone senza ricorrere al potere del trio è una formula, che apparentemente servirà a triplicare il potere di Prue.
Invece dell'effetto sperato, l'incantesimo creerà altre due Prue con gli stessi poteri. Nel caos che ne seguirà, Gabriel riuscirà a uccidere uno dei tre "cloni", che Andy vedrà all'obitorio scambiandola, ovviamente, per Prue. Ma quando si recherà a casa per fare le condoglianze e troverà l'altro clone di Prue a accoglierlo sulla porta, comincerà a sospettare qualcosa sui suoi poteri, infatti non ricorderà le parole dette al primo clone, incontrata alcune ore prima.
Nel frattempo, Phoebe si darà alle arti marziali, dato che essendo l'unica con poteri che non le permettono di difendersi si serve delle arti marziali per combattere i demoni. Intanto lei e Piper cercheranno di liberare Prue dai suoi continui obblighi di sorella maggiore: infatti lei stessa si è imposta di pensare a tutto e di proteggere le due sorelle minori. Alla fine ci vorrà ancora una volta il potere del trio, mentre la Prue addizionale rimasta cercherà di affrontare Gabriel da sola, ma senza successo. Una volta sconfitto Gabriele, Andy scopre che la Prue morta è scomparsa, ma inizia a essere più sospettoso sulle tre sorelle.
- Guest star: Cristine Rose (Claire Pryce), Alex McArthur (Gabriel Statler), Shannon Sturges (Helena Statler), Bernie Kopell (Medico legale).
- Altri interpreti: Susan Chuang (Monique), Mongo Brownlee (Luther Stubbs).

## Viaggio nel tempo
- Titolo originale: That '70s Episode
- Diretto da: Richard Compton
- Scritto da: Sheryl J. Anderson

### Trama
Le tre sorelle Halliwell vengono attaccate dal demone Nicholas, che possiede un anello grazie al quale riesce a respingere gli incantesimi delle streghe e a rubare il loro potere; costui afferma di aver fatto, tempo addietro, un patto con la loro madre, secondo il quale risparmiava la sua vita in cambio dell'immunità dai poteri delle sue tre figlie. Phoebe lo mette fuori gioco sulle scale, e corre insieme alle sue sorelle su in soffitta, per consultare il Libro delle Ombre, dove trovano una formula che le rispedirà nel passato, quando Prue e Piper erano ancora piccole, mentre Phoebe non era ancora nata, per spezzare il patto.
Giunte in questo tempo, scoprono che la loro madre, Patty, aveva effettivamente stipulato questo patto, al fine di prendere tempo e trovare un mezzo per distruggere il demone prima che venisse a reclamare ciò che gli spettava. Attaccate in un primo momento dagli enormi poteri di nonna Penny, le tre riescono a portare via le piccole Prue e Piper per insegnare loro a usare i poteri per sconfiggere Nicholas, poiché scopriranno ben presto che nel passato i loro poteri non funzionano; ma vengono trovate e arrestate per rapimento.
Uscite di prigione con l'aiuto Patty e rivelatole la loro identità, le tre sorelle tornano a casa Halliwell, la rivelano anche a Penny; la mamma e la nonna decideranno di credere loro, e di aiutarle. Con l'aiuto delle due donne, infatti, riusciranno a distruggere l'anello di Nicholas, mentre sarà il potere del piccolo trio, stavolta, formato da Piper e Prue ancora bambine e dal feto di Phoebe, a rispedire le tre sorelle nel loro tempo, dove Nicholas si è liberato dal blocco di Piper; ma ormai è inutile, perché le tre hanno distrutto il suo anello nel passato, e quindi riusciranno a eliminarlo facilmente con una formula (che prima non c'era) scritta dalla nonna sul Libro delle Ombre.
- Guest star: Jennifer Rhodes (Penny Halliwell), Finola Hughes (Patty Halliwell), Andrew Jackson (Nicholas).
- Altri interpreti: Emmalee Thompson (Prue da bambina), Megan Corletto (Piper da bambina), Jake Sakson (Andy da bambino), Sally Ann Brooks (Agente al carcere), Rey Silva (Agente al parco).
- Nota: In una scena di questo episodio in cui le tre sorelle sono tornate nel passato si apprende che Andy frequentava Casa Halliwell anche in tenera età, e già a quell'epoca voleva fare il poliziotto
- Curiosità: Penny in questo episodio dice che, se fosse morta, i poteri sarebbero tornati direttamente alle nipoti, il che non è vero dato che Phoebe ha dovuto leggere l'incantesimo di attivazione 6 mesi dopo. Questo è il primo episodio in cui Patty, la madre delle sorelle, è interpretata stabilmente da Finola Hughes, dopo che la si era vista fugacemente in alcune scene degli episodi 3 e 13.

## Il demone buono
- Titolo originale: When Bad Warlocks Go Good
- Diretto da: Kevin Inch
- Scritto da: Edithe Swensen

### Trama
Prue e le sue sorelle si scontrano con un ragazzo, Brendan Rowe che tenta di diventare prete per sfuggire al suo destino, quello di essere un demone. I suoi due fratelli, infatti, cercano continuamente di fargli uccidere un innocente per convertirlo definitivamente al male prima che egli si faccia prete impedendo loro di riunire il trio di fratelli demoni, che diverrebbe praticamente invincibile; Prue, innamoratasi di Brendan, decide di aiutarlo a rimanere buono, anche quando i demoni fanno ricadere su di lui la colpa dell'attentato fatto al suo padre spirituale, padre Austin.
Alla fine, sebbene con difficoltà, Prue riuscirà a non far soccombere Brendan al suo lato cattivo, e lo salva dal suo destino, anche grazie a uno dei fratelli di Brendan, che si mette tra il coltello del fratello e Brendan, uccidendo poi il fratello cattivo prima di svanire.
Brendan potrà così diventare sacerdote.
Nel frattempo Phoebe cerca di far uscire Piper, adesso libera, con il bello scalatore Josh, che sembra molto attratto da lei. Inizialmente titubante per paura di una nuova delusione amorosa, Piper accetta e va all'appuntamento.
- Guest star: Shawn Christian (Josh), Michael Weatherly (Brendan Rowe), Nick Kokotakis (Greg Rowe), David Kriegel (Paul Rowe), Frank Birney (Padre Austin).
- Altri interpreti: Anne Vareze (Suora), Andrea E. Taylor (Donna), Stacie Chan (Bambina), Dathan Hooper (Agente).

## La pozione magica
- Titolo originale: Blind Sided
- Diretto da: Craig Zisk
- Scritto da: Tony Blake e Paul Jackson

### Trama
Un bambino di nome David, al cui compleanno nel parco sono presenti le sorelle, che forniscono il catering gratis poiché Piper è amica di sua madre, viene rapito da un demone. Nel tentare di salvarlo, Prue scopre che il suo potere si è evoluto: adesso può muovere le cose con le mani, e non più con gli occhi. Il salvataggio viene visto però da un giornalista, che decide di girare un video per incastrare le Halliwell e mostrare al mondo i loro poteri.
Il demone che Prue -nella sorpresa di scoprire questo nuovo potere- ha fatto fuggire è un Grimlock, il quale, assieme a un compagno, ha rapito oltre a David un altro bambino per rubare loro la vista, così da individuare le persone con una buona aura e ucciderle. Phoebe riesce a rintracciare una vecchia vittima di questi stessi demoni, un uomo diventato cieco, per riuscire a capire dove possano trovarsi.
Nel frattempo il reporter riesce di nascosto a girare un filmato in cui Piper mostra i suoi poteri, e minaccia di diffonderlo; perciò, quando le tre scoprono il nascondiglio dei Grimlock, sono costrette a portarlo con loro. Il giornalista verrà ucciso dai demoni prima che le sorelle riescano a distruggerli, e alla fine anche Andy, che aveva raggiunto lo stesso luogo, scopre i poteri di Prue quando li usa per salvargli la vita. I bambini e l'uomo sopravvissuto riottengono la vista con la morte dei demoni.
Josh, il ragazzo che Piper sta frequentando, ha ricevuto intanto una proposta di lavoro a Beverly Hills; Josh chiede a Piper se desidera che lui resti, ma lei si accorge che pensa ancora a Leo.
- Guest star: Shawn Christian (Josh), Scott Plank (Eric Lohman), Raphael Sbarge (Brent Miller), Scott Terra (David), Matt George (Janor).
- Altri interpreti: Maureen Muldoon (Dee), Michael O'Connor (Jerry Cartwright), Dennis Keiffer (Kava), Lucy Rodriguez (Lucy).
- Curiosità: Mentre Prue prepara la pozione e sta per versarla dal pentolino risponde al telefono e quando chiude la telefonata le pozioni sono "magicamente" già state versate negli appositi barattoli e i tappi sigillati.

## Il fantasma assassino
- Titolo originale: The Power of Two / The Ghost of Alcatraz
- Diretto da: Elodie Keene
- Scritto da: Brad Kern

### Trama
Mentre Piper è in viaggio, Prue e Phoebe devono scoprire come uccidere un fantasma di un condannato all'ergastolo, che uccide chiunque incontri sulla sua strada.
Phoebe, in una gita alla prigione di Alcatraz, vede il fantasma di un condannato impossessarsi del corpo di una guardia per fuggire dall'isola. Uscito dalla prigione, il fantasma comincia a vendicarsi di tutti quelli che hanno avuto un ruolo nella sua condanna, e nel frattempo le tre sorelle cercano un modo per liberarsi del fantasma, che non può essere distrutto normalmente, poiché vive in un altro piano.
L'unica soluzione, infatti, è che una di loro tre muoia, per pronunciare la formula contro il fantasma nel piano astrale. Prue, allora, prepara una pozione che le darà una morte momentanea, giusto il tempo di farle pronunciare la formula; ma le cose non andranno come sperato, e ci sarà bisogno di Andy, che alla fine decide di accettare Prue e i suoi poteri, per rimettere le cose a posto. Le fa capire comunque che non può accettare una vita così agitata e che, quindi, la loro storia non potrà continuare.
Ma intanto due ispettori della disciplinare, Anderson e Rodriguez, cominciano a indagare su Andy, e soprattutto sui suoi numerosi casi irrisolti che, in qualche modo, sono tutti collegati con le misteriose sorelle Halliwell.
- Special guest star: Brenda Bakke (Charon).
- Guest star: Cristine Rose (Claire Pryce), Carlos Gómez (Ispettore Rodriguez), Jeff Kober (Jackson Ward), Sean Hennigan (Guida di Alcatraz).
- Altri interpreti: Susan Chuang (Monique), Don Brunner (Ispettore Anderson), Lesley Woods (Iris Beiderman), Jack Donner (Giudice Renault), Michele Harrell (Ispettore Blakely), Victoria Fang (Marianne), Yuji Hasegawa (Mr. Yakihama), Gregg Monk (Agente), Jim Hanna (Detective).

## Tra bene e male
- Titolo originale: Love Hurts
- Diretto da: James Withmore
- Scritto da: Chris Levinson, Zack Estrin e Javier Grillo-Marxuach

### Trama
Mentre è intento a proteggere Daisy, una ragazza perseguitata da un angelo nero chiamato Alec, Leo viene gravemente ferito da quest'ultimo con una freccia avvelenata. Il giovane si rifugia quindi nella soffitta di casa Halliwell dove viene trovato e medicato dalle sorelle e in questo frangente Piper scopre finalmente della natura soprannaturale del suo amato. Consapevole di rischiare la morte a causa del veleno, Leo affida la protezione di Daisy a Prue e a Phoebe, che cercano di rintracciare con l'aiuto di Andy. Quest'ultimo intanto è messo alle strette dagli agenti della Disciplinare Anderson e Rodriguez a causa dei suoi tanti casi irrisolti che hanno visto il coinvolgimento delle Halliwell e, per non rivelare il loro segreto, alla fine accetta la sospensione e informa Prue che d'ora in avanti potrebbe essere sorvegliata dalla polizia. Intanto Piper, avendo scoperto che gli angeli bianchi possono guarire le ferite altrui ma non loro stessi, è decisa a ricorrere a un incantesimo che le permette di scambiare il suo potere con quello di Leo in modo tale da salvarlo. L'incantesimo funziona ma, inaspettatamente, ha effetto anche su Phoebe e Prue (presenti al momento della pronuncia),le quali si ritrovano così ad avere i poteri l'una dell'altra. Le sorelle vengono informate da Andy che Daisy è stata rintracciata e si sta preparando a lasciare San Francisco. Prue e Phoebe riescono a intercettarla nell'aeroporto e a sottrarla alle grinfie di Alec che però non riescono a sconfiggere a causa delle difficoltà di controllare i rispettivi nuovi poteri. Daisy viene quindi condotta a casa Haliwell e trattenuta lì per la sua sicurezza. Intanto Piper, disperata per le condizioni di Leo e non avendo alcuna idea su come attivare il potere di guarigione ottenuto da lui, rimane costantemente a vegliarlo finché si accorge che l'unica soluzione al problema è proprio l'amore che lei prova per lui, che si rivela la fonte del potere degli angeli bianchi. Quando infatti formula apertamente la sua dichiarazione d'amore l'angelo bianco si riprende miracolosamente e i due si ricongiungono. La stessa sera, mentre Prue è ancora assente, Alec irrompe a casa Halliwell e, malgrado Phoebe tenti di fermarlo, alla fine riesce a rapire Daisy. Grazie al potere di localizzazione di Leo, tuttavia, Piper scopre che l'angelo nero ha portato la ragazza al Golden Gate Park e si accinge a sacrificarla ma Prue e Phoebe dovranno ancora una volta affrontare il nemico da sole (Piper deve rimanere a casa ad accudire Leo) nonostante, teoricamente, Alec possa essere sconfitto solo dal Potere del Trio. Phoebe ha però un'idea brillante quando chiede a Prue di pronunciare ancora l'incantesimo per lo scambio dei poteri (stavolta la sorella non sente)in modo che lei possa ottenere il tocco mortale di Alec e usarlo contro lui stesso, incenerendolo, capendo che il potere di quelli neri deriva dall'odio. Con Daisy finalmente salva, Leo e le sorelle si riprendono ciascuno il rispettivo potere. In un momento di intimità nella soffitta, Leo racconta a Piper di essere stato un normale essere umano prima di perdere la vita nella seconda guerra mondiale dove aveva prestato servizio come medico, venendo poi nominato angelo bianco come ricompensa per la sua dedizione al salvataggio del suo prossimo. Il giovane spiega inoltre che è possibile per lui rinunciare al soprannaturale per poter vivere una vita perfettamente normale accanto a lei ma Piper, pur desiderandolo, chiede a Leo di non farlo perché in questo modo non sarebbe più in grado di salvare tante altre persone buone come Daisy. Andy intanto si incontra segretamente con Morris per confidargli di star coprendo Prue ma i due ignorano che la conversazione è stata origliata dall'ispettore Rodriguez, che si rivela essere in realtà un demone.
- Guest star: Brian Krause (Leo Wyatt), Carlos Gómez (Ispettore Rodriguez), Michael Trucco (Alec), Lisa Robin Kelly (Daisy).
- Altri interpreti: Don Brunner (Ispettore Anderson), Tom Yi (Manager del motel).

## Déjà vu
- Titolo originale: Dejà Vu All Over Again
- Diretto da: Les Sheldon
- Scritto da: Brad Kern e Constance M. Burge

### Trama
Phoebe ha una tragica premonizione: Andy verrà ucciso in casa Halliwell in circostanze misteriose. Intanto il demone che si cela dietro l'ispettore Rodriguez sta tramando di sferrare il suo attacco alle sorelle meditando un piano che prevede proprio il coinvolgimento di Andy come pedina per arrivare a loro. Per essere assolutamente certo di avere successo, egli è inoltre spalleggiato da Tempus, un potentissimo demone superiore che con la sua abilità di manipolare lo scorrere del tempo gli promette che, se anche dovesse fallire, lui farà ricominciare la giornata daccapo per dargli altre possibilità di ucciderle. Durante un interrogatorio Andy rifiuta di parlare riguardo ai suoi casi insoluti per non compromettere il segreto delle sorelle ed è costretto per questo a rinunciare al distintivo ma prima che possa lasciare la centrale Rodriguez gli rivela di sapere che Prue è una strega e che lui la sta coprendo. Gli ordina quindi di fissargli un appuntamento con lei, altrimenti entrambi verranno smascherati. Più tardi, Prue contatta Andy per informarlo della premonizione di Phoebe e per raccomandargli di stare lontano da casa sua finché lei e le sue sorelle non avranno scoperto chi ha intenzione di ucciderlo. Quando poi Andy le dice della minaccia di Rodriguez e del fatto che lui sappia che lei è una strega, entrambi indovinano che è proprio da lui che debbono guardarsi ma Prue accetta comunque di incontrarlo a casa sua dove in caso di necessità può avvalersi dell'aiuto di Piper e Phoebe (come Rodriguez ha previsto). Quando infatti il demone si presenta all'appuntamento a casa Halliwell per fulminare le sorelle, riesce a uccidere Phoebe. Prue però gli riflette contro la sua stessa arma, distruggendolo. Tempus mantiene la sua promessa e fa tornare indietro il tempo alla mattina precedente. Rodriguez ricomincia daccapo il suo piano e la giornata si svolge esattamente come prima con la sola differenza che, nonostante solo il demone dovrebbe ricordare i fatti avvenuti prima della manipolazione del tempo (che però si rivelerà non essere molto paziente), anche Phoebe ha la strana sensazione di conoscere già gli avvenimenti della giornata in corso e, insospettita, comincia a cercare le spirali del tempo nel Libro delle Ombre. Quando arriva l'ora dell'appuntamento con Rodriguez, questa volta il demone riesce a fulminare sia Phoebe che Piper ma fallisce con Prue, che lo uccide ancora. Tempus fa ricominciare la giornata per la terza volta costringendolo a riviverla daccapo. Questa volta il sospetto di Phoebe diventa certezza e, insieme a Prue e a Piper trova la pagina del Libro delle Ombre che parla di Tempus, spiegando che l'unico modo per sbarazzarsi di lui è recitare un incantesimo per "portarlo fuori dal tempo in cui si trova", spezzando così il loop temporale che ha creato. Intanto Andy, preoccupato, segue Rodriguez al suo appuntamento con le Halliwell, infrangendo la promessa fatta a Prue di tenersi lontano dalla casa, e tenta inutilmente di scagliarsi contro il demone (quando si rivela per spaventare la gatta di casa, prima di entrare)finendo per essere ucciso: la premonizione si è avverata. Il suo intervento, tuttavia, dà la possibilità a Phoebe e a Piper di immobilizzare Rodriguez per estorcergli altre informazioni su Tempus. Prue, svenuta, ha una visione in cui Andy, sotto forma di spirito, le chiede di risvegliarsi e di sconfiggere Tempus, anche se questo significa per lei dovergli dire addio. Prima di scomparire Andy la saluta con un bacio dicendole che veglierà sempre su di lei. Prue rinviene e a malincuore pronuncia l'incantesimo che fa scorrere il tempo in avanti fino alla giornata successiva, quando Tempus non ha più potere ed è costretto a tornare negli inferi. Rodriguez cerca ancora di uccidere le Halliwell ma anche questa volta Prue gli riflette contro il suo fulmine distruggendolo definitivamente (dicendo che non sono assassine, ma neppure angeli). Dopo il funerale di Andy (che nel frattempo era stato scagionato da tutte le accuse) Piper, ispirata dall'incontro con una bizzarra giornalista, annuncia di voler lasciare il Quake per inseguire il suo sogno di mettersi in proprio. L'episodio si conclude con Prue che chiude la porta di casa Halliwell con la telecinesi; la chiusura della porta diverrà una caratteristica di tutti i finali delle stagioni.
- Guest star: Carlos Gómez (Ispettore Rodriguez), David Carradine (Tempus), Wendy Benson (Joanne Hertz).
- Altri interpreti: Nancy O'Dell (Meteorologa).